# Карабурун-Сазан
Национальный морской парк «Карабурун-Сазан» (алб. Parku Kombëtar Detar "Karaburun-Sazan") расположен в юго-западной части Албании, административно относится к области Влёра. Единственный национальный морской парк в стране. Основан 29 апреля 2010 года.
Карабурун-Сазан имеет площадь 125,7082 км², представляет собой полосу шириной 1,852 км. (1 морская миля) вдоль почти всего полуострова Карабурун (кроме его северо-восточной части) и такую же полосу вокруг острова Сазани. Во́ды парка находятся в проливе Отранто и заливе Влёра.
В парке можно заняться подводным плаванием, полюбоваться на богатую подводную жизнь, увидеть остовы кораблей Древней Греции, Древнего Рима и Второй мировой войны. Поскольку некоторые части парка находятся в непосредственной близи от военного объекта страны — острова Сазани — для их посещения может потребоваться специальное разрешение. До большинства примечательных мест парка можно добраться только по воде, с суши подъехать нельзя.

## См. также

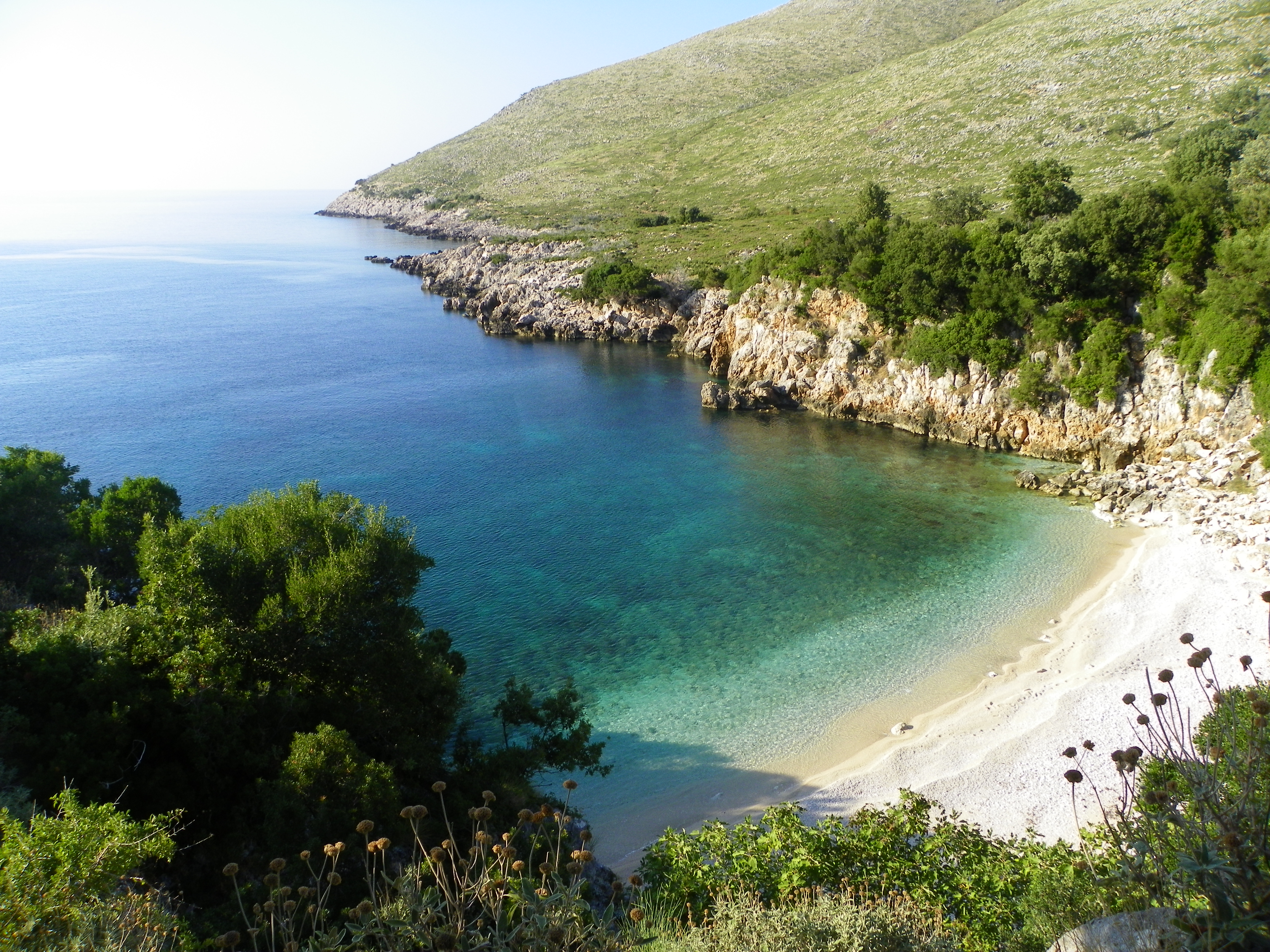
Медведь-Бей